# Cortes de Arenoso
Cortes de Arenoso – gmina w Hiszpanii, w prowincji Castellón, we wspólnocie autonomicznej Walencja, o powierzchni 80,59 km². W 2011 roku liczyła 352 mieszkańców.